# Хагба Сусанна Сеїтівна
Сусанна Сеїтівна Хагба (1923?, село Ачандари, тепер Гудаутський район, Абхазія, Грузія — ?) — радянська діячка, вчителька Ачандарської середньої школи Абхазької АРСР. Депутат Верховної ради СРСР 2-го скликання.

## Життєпис
Народилася в селянській родині. Навчалася в школі села Ачандари Гудаутського району.
У 1941 році закінчила педагогічне училище в місті Сухумі.
З 1941 року — вчителька початкових класів, завідувач навчальної частини Ачандарської середньої школи Гудаутського району Абхазької АРСР.
Подальша доля невідома.